# Ludwig II (film 2012)
Ludwig II è un film del 2012 diretto da Marie Noelle e Peter Sehr ed interpretato da Sabin Tambrea nel ruolo di Ludwig II da giovane e da Sebastian Schipper nel ruolo del sovrano nei suoi ultimi anni di vita.

## Trama
Il film racconta la vita del re bavarese Ludovico II di Baviera dalla sua ascesa al trono, avvenuta il 10 marzo 1864 alla morte del padre re Max II, alla sua morte misteriosa avvenuta nel Lago di Starnberg il 13 giugno 1886. Si racconta della sua amicizia con il compositore Richard Wagner e del rapporto fraterno con Sissi, l'imperatrice d'Austria, e anche il suo fidanzamento con la sorella di Sissi, Sofia, che però non sposerà a causa della sua omosessualità, nata dall'incontro con lo stalliere Richard Hornig avvenuto nel 1867. Nel 1869 comincia la costruzione dei suoi tre castelli: Neuschwanstein, Linderhof ed Herrenchiemsee. A causa della sua vita stravagante, vissuta di notte invece che di giorno, un gruppo di ministri nominano reggente lo zio del re, Luitpold, e con l'aiuto del medico von Gudden dichiarano insano di mente e detronizzano Ludwig, che morirà misteriosamente poche ore dopo la deposizione.

## Errori
Il film presenta diversi errori, anche cronologici come per esempio l'incontro tra Ludwig e Richard Hornig il quale nel film avviene nel marzo 1864 dove è lo stesso Hornig a trovare Wagner mentre nella realtà avvenne nel maggio 1867; oppure nel film il famoso ritratto ufficiale di Ludwig viene dipinto nel 1867 mentre nella realtà era già fatto perché venne dipinto nel 1865. 
Altro errore è il ritrovamento di Richard Wagner, che nel film viene trovato da Hornig mentre nella realtà venne trovato dal ministro del re Pfistermeister, infatti fu a lui che Ludwig diede la fotografia con il rubino da dare al compositore, e non a Lutz come si vede nel film. 
Come mostra il film, Ludwig decide di arricciarsi i capelli per l'arrivo di Wagner, invece nella realtà questa decisione fu presta quando era ancora principe ereditario per nascondere le orecchie a sventola, difetto fisico che non sopportava.
Nel film alcuni personaggi non vengono mostrati, come per esempio Paul von Thurn und Taxis, primo amore di Ludwig, o l'attore Josef Kainz con cui Ludwig fece un viaggio in Svizzera nel 1881; non viene mostrata neanche Cosima Liszt e non si accenna neanche alla sua relazione con Wagner; solo il marito di lei, il direttore d'orchestra Hans von Bülow appare nella scena della rappresentazione del "Tristano e Isotta" dirigendo l'orchestra. Una breve apparizione la fa anche il Colonnello Duerkheim, figura importante perché rimase vicino a Ludwig quando venne detronizzato. 
Come nel film "Ludwig" di Visconti, Ludwig firma la famosa Kaiserbrief nella Residenz e non a Hohenschwangau, come avvenne nella realtà. Infatti, come nel film di Visconti, Hohenschwangau non viene mostrato né menzionato, sebbene fosse il castello molto caro a Ludwig.
La morte del Re Max II, padre di Ludwig, nel film viene mostrata come se fosse letteralmente improvvisa, infatti prima lo si vede seduto alla scrivania, subito dopo lo si vede ammalato, morto subito dopo ancora. Nella realtà, la morte del Re non fu così fulminea, ma trascorsero molte settimane, in una delle quali Ludwig venne criticato per le udienze che concedeva al tenore Albert Niemann considerate poco rispettose verso il padre ammalato.
Alla fine della rappresentazione del "Tristano" Ludwig prima parla con Hornig poi mostra a Sissi e Sofie la stanza con la luna e l'arcobaleno artificiali, il tetto che sembra un cielo stellato; nella realtà, Ludwig prese con sé Paul von Taxis poi presero il treno per Berg, ma a un certo punto Ludwig fermò il treno e girovagò per il boschi, ancora incantato dall'opera wagneriana.